# Висока (Словаччина)
Висока (словац. Vysoká) — село в Словаччині, Сабинівському окрузі Пряшівського краю. Розташоване в північно-східній частині Словаччини в західній частині Шариської височини в долині Високого потока.
Уперше згадується у 1278 році.
У селі є римо—католицький костел з початку 14 століття в стилі ранньої готики, пізніше значно перебудований.

## Населення
| Рік:            | 1994. | 2004.    | 2014.    | 2024.    |
| --------------- | ----- | -------- | -------- | -------- |
| Кількість осіб: | 177   | 150      | 134      | 115      |
| Різниця:        |       | -15,25 % | -10,66 % | -14,17 % |

| Рік:            | 2023. | 2024.   |
| --------------- | ----- | ------- |
| Кількість осіб: | 117   | 115     |
| Різниця:        |       | -1,70 % |

У селі проживає 139 осіб.
Національний склад населення (за даними останнього перепису населення — 2001 року):
- словаки — 100,0%.

Склад населення за приналежністю до релігії станом на 2001 рік:
- римо-католики — 98,68%,
- не вважають себе вірянами або не належать до жодної вищезгаданої конфесії — 1,32%